# ثعابين حديثة
الثعابين الحديثة (الاسم العلمي: Caenophidia) هي أصنوفة من الزواحف تتبع رتبة الحرشفيات.

## التصنيف
- أحناش وأشباهها
  - الأفعويات
    - الأفعاوات
      - الحنفش
- أفاعي مثأللة وأشباهها
  - الأفاعي المثأللة
    - الأفعي المثأللة